# Hörzendorfer See

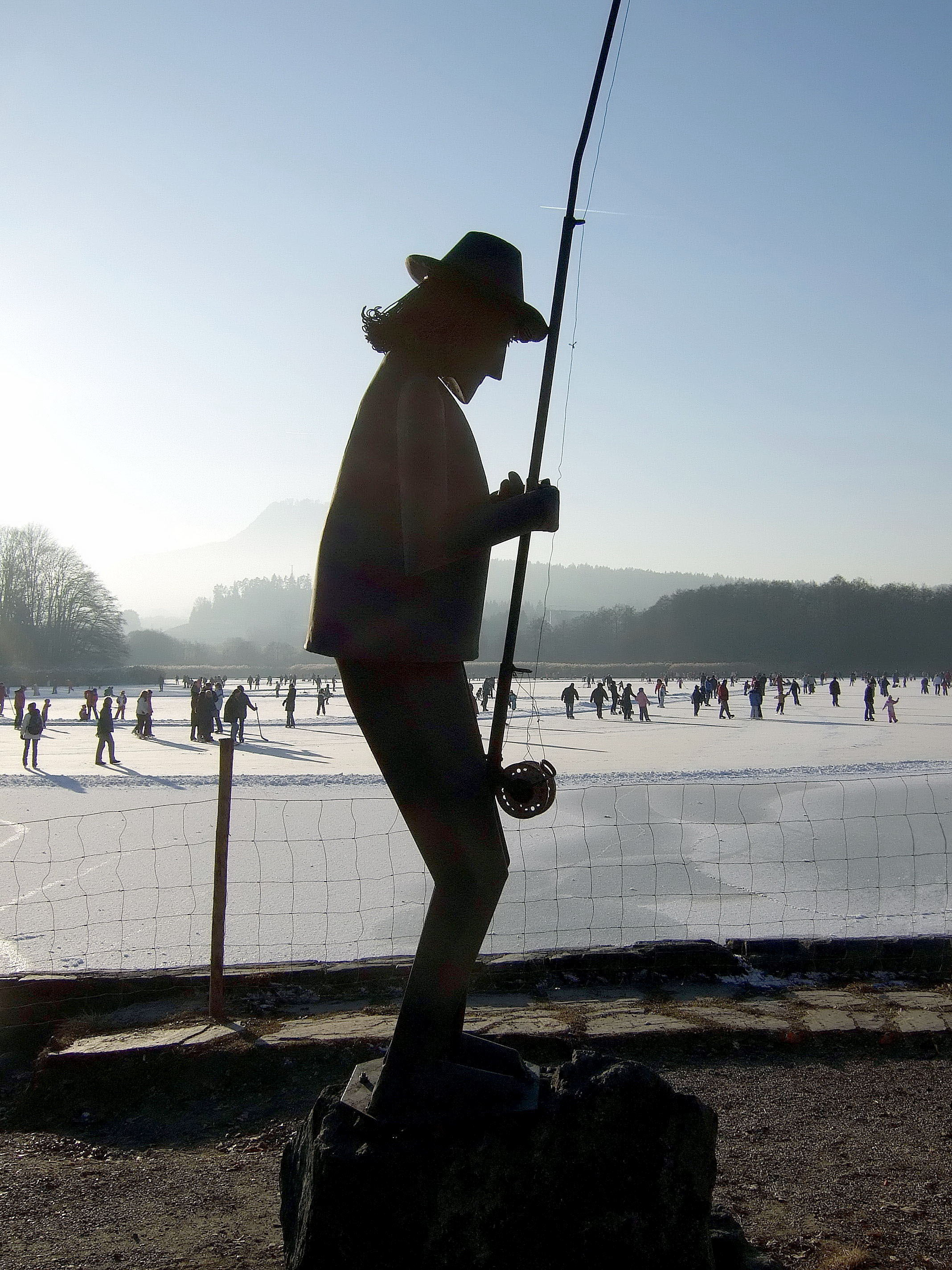
Fischerdenkmal mit Eisläufern im Hintergrund

Der Hörzendorfer See ist ein künstlicher Badesee im Stadtteil Hörzendorf in der Stadtgemeinde Sankt Veit an der Glan in Kärnten.

## Lage
Der See liegt im Hügelland nördlich vom Ulrichsberg und rund drei Kilometer südlich der Stadt. Zuflüsse sind der Hörzendorfer Bach (auch Draschelbach genannt) von Süden und der Projerner Bach von Westen; der Abfluss erfolgt durch den Hörzendorfer Bach im Nordosten.

## Geschichte
Früher wurde der See als ablassbarer Karpfenteich bewirtschaftet. Der ursprüngliche Name war Holzer Teich, im 19. Jahrhundert auch Mayer-Teich. Für den Betrieb der Pulvermühlen am Hörzendorfer Bach im 19. Jahrhundert war es von Vorteil, dass in den Betriebszeiten der Mühlen je nach Bedarf mehr Wasser aus dem See abgelassen wurde.

## Beschreibung
Der See liegt im 444 ha großen Landschaftsschutzgebiet Hörzendorfer See - Tanzenberg (LGBl. Nr. 36/1970).
Heute wird der See als Angel- und Badegewässer genutzt. Das Baden ist im Sommer kostenlos. Im Winter friert der kleine See zuverlässig zu und bietet sich dann zum Schlittschuhlaufen an.

## Tiere im Hörzendorfer See
Im Hörzendorfer See kommen folgende 15 Fischarten vor:
- Aitel (Leuciscus cephalus)
- Barsch (Perca fluviatilis)
- Brachse (Abramis brama)
- Forellenbarsch (Micropterus salmoides)
- Hecht (Esox lucius)
- Karausche (Carassius carassius)
- Karpfen (Cyprinus carpio)
- Laube (Alburnus alburnus)
- Rotauge (Rutilus rutilus)
- Rotfeder (Scardinius erythrophthalmus)
- Schleie (Tinca tinca)
- Seeforelle (Salmo trutta f. lacustris)
- Sonnenbarsch (Lepomis gibbosus)
- Wels (Silurus glanis)
- Zander (Sander lucioperca)

Die Hauptarten sind Karpfen, Zander und Hecht. Neozoen sind  Forellenbarsch und Sonnenbarsch. Bis in die 1980er Jahre gab es einen großen Bestand an Edelkrebsen (Astacus astacus), der 1991 wegen einer Absenkung des Sees im Zuge von Sanierungsarbeiten des Auslaufes erloschen ist. Danach erfolgte ein Besatz mit nordamerikanischen Signalkrebsen (Pacifastacus leniusculus).